# Jolivetya
Jolivetya is een geslacht van kreeftachtigen uit de klasse van de Malacostraca (hogere kreeftachtigen).

## Soort
- Jolivetya foresti Cals, 1986